# 武泰 (越南)
武泰（越南语：／，十九世紀六十年代—？），越南阮朝官員、舉人。

## 生平
武濂是承天府香水縣良文總神符社（今屬香水市社水洲坊）人，河靜巡撫武科之子，武濂之兄。
武泰爲廕生秀才，成泰十八年（1906年），在承天場中丙午科舉人，時年39歲。後任掌印。